# 瀬戸内町立油井中学校

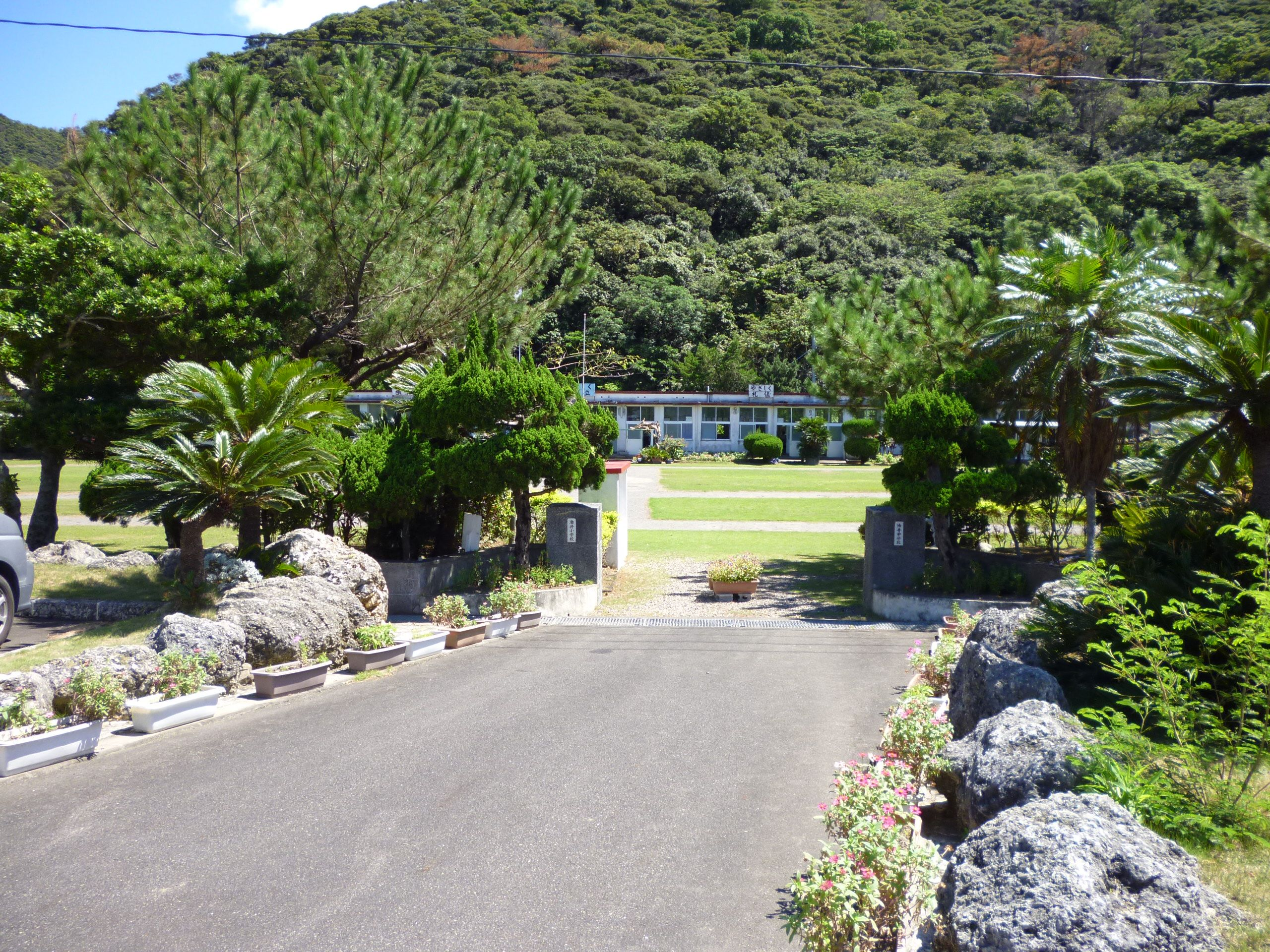
瀬戸内町立油井小中学校

瀬戸内町立油井中学校（せとうちちょうりつ ゆいちゅうがっこう）は、鹿児島県大島郡瀬戸内町にある町立中学校。

## 概要
奄美大島南部に位置しており、学校の前を鹿児島県道79号名瀬瀬戸内線が通る。また、目の前には大島海峡が広がり、そこには無人島である油井島（油井小島）が浮かぶ。東側には油井岳が見える。

## 卒業後の進路
- 卒業後は、町内の鹿児島県立古仁屋高等学校や、島内の他の高校などに進学する。